# Oliver Koch
Oliver Koch (Furstwagen,  16 de noviembre de 1966 ) es un expiloto de motociclismo alemán, que compitió en el Campeonato del Mundo de Motociclismo entre 1991 y 1995.

## Resultados de carrera

### Campeonato del Mundo de Motociclismo

#### Carreras por año
Sistema de puntos desde 1988 a 1992:
| Posición | 1.º | 2.º | 3.º | 4.º | 5.º | 6.º | 7.º | 8.º | 9.º | 10.º | 11.º | 12.º | 13.º | 14.º | 15.º |
| Puntos   | 20  | 17  | 15  | 13  | 11  | 10  | 9   | 8   | 7   | 6    | 5    | 4    | 3    | 2    | 1    |

(Carreras en negrita indica pole position, carreras en cursiva indica vuelta rápida)
| Año  | Clase | Moto    | 1       | 2      | 3       | 4      | 5      | 6       | 7       | 8      | 9       | 10     | 11      | 12      | 13      | 14      | 15    | Pts. | Pos. |
| ---- | ----- | ------- | ------- | ------ | ------- | ------ | ------ | ------- | ------- | ------ | ------- | ------ | ------- | ------- | ------- | ------- | ----- | ---- | ---- |
| 1991 | 125cc | Honda   | JPN -   | AUS -  |         | ESP -  | ITA -  | GER -   | AUT -   | EUR -  | NED -   | FRA -  | GBR -   | RSM Ret | CZE -   |         | MAL - | 0    | -    |
| 1992 | 125cc | Honda   | JPN 13  | AUS 8  | MAL 15  | ESP 8  | ITA 9  | EUR Ret | GER Ret | NED -  | HUN Ret | FRA 13 | GBR -   | BRA 16  | RSA 10  |         |       | 9    | 16.º |
| 1993 | 125cc | Honda   | AUS Ret | MAL 7  | JPN Ret | ESP 8  | AUT 15 | GER 10  | NED 10  | EUR 15 | RSM 15  | GBR 13 | CZE 16  | ITA 9   | USA 11  | FIM 11  |       | 52   | 13.º |
| 1994 | 125cc | Honda   | AUS 23  | MAL 13 | JPN 13  | ESP 7  | AUT 10 | GER 11  | NED -   | ITA -  | FRA -   | GBR -  | CZE Ret | USA 12  | ARG Ret | EUR Ret |       | 30   | 18.º |
| 1995 | 125cc | Aprilia | AUS 15  | MAL 19 | JPN Ret | ESP 14 | GER -  | ITA Ret | NED Ret | FRA 14 | GBR 11  | CZE 14 | BRA Ret | ARG 5   | EUR 11  |         |       | 28   | 17.º |